# Ângelo da Cunha Pinto
Ângelo da Cunha Pinto (Marco de Canaveses, 2 de dezembro de 1948 — Niterói, 7 de outubro de 2015) foi um professor e pesquisador do Instituto de Química da UFRJ, considerado um dos grandes especialistas em química de produtos naturais brasileiros. Formado em Farmácia pela Universidade Federal do Rio de Janeiro (1971), mestrado em Química pelo Instituto Militar de Engenharia (1974) e doutorado em Química Orgânica pela Universidade Federal do Rio de Janeiro (1985), sob orientação de Roderick Arthur Barnes. Recebeu diversos prêmios, sendo consagrado como um dos mais influentes cientistas brasileiros.

## Prêmios e reconhecimentos
- 2007 Diploma Amigo do IME Ano 2007, Instituto Militar de Engenharia.
- 2007 Placa Comemorativa dos 30 Anos da Sociedade Brasileira de Química, Sociedade Brasileira de Química.
- 2001 Medalha Paulo Carneiro, UNESCO-Academia Brasileira de Ciências e Academia Brasileira de Letras.
- 1998 Ordem Nacional do Mérito Científico, Ministério de Ciência e Tecnologia.
- 1997 Medalha Simão Mathias, Sociedade Brasileira de Química.
- 1997 Prêmio Rheimboldt-Hauptmann, Rhodia.
- 1995 Retorta de Ouro, Sindicato dos Químicos do Rio de Janeiro.
- 1995 Químico do Ano, Conselho Regional de Química do Rio de Janeiro.
- 1992 Prêmio Ambriex, Sociedade de Farmácia e Química de São Paulo.